# 臼杵港

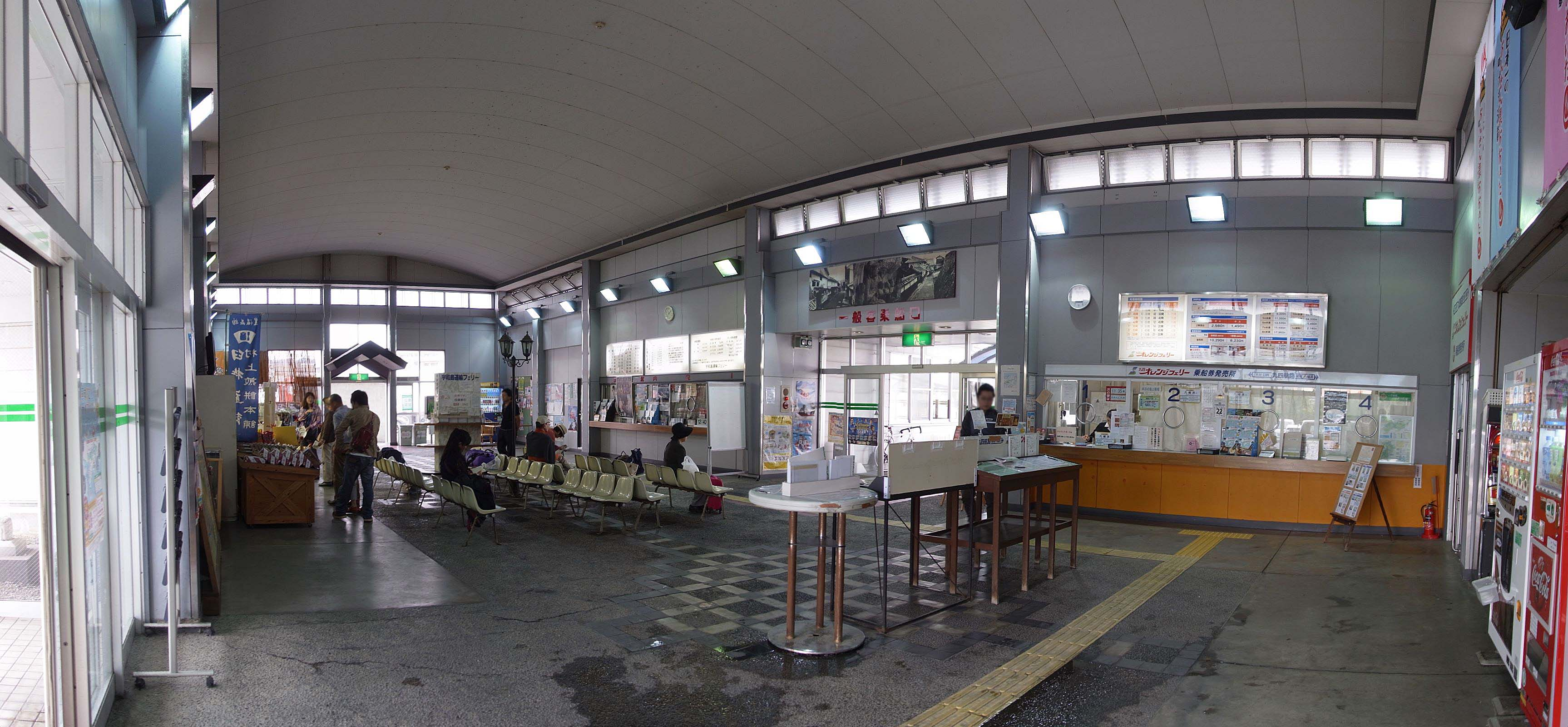
臼杵港フェリーターミナル

臼杵港（うすきこう）は、大分県臼杵市にある港湾（地方港湾）である。港湾管理者は大分県。

## 概要
北側を佐賀関半島、南側を長目半島に囲まれた臼杵湾の湾奥に位置する港で、臼杵市の中心市街地と近接する。港内には臼杵鉄工所を継承した臼杵造船所がある。
九州と四国の間の豊後水道に面しており、対岸にある愛媛県八幡浜市との間に定期フェリーが就航している。1988年（昭和63年）に供用開始された旧フェリー埠頭の老朽化や、港内に造船所・魚市場が混在しフェリー等の大型船が入港する際には小型船の航行が危険であるため、2003年から現在地の約500m東側に新フェリー埠頭の整備が行われ、2025年5月より供用開始されている。
臼杵湾内にある無人島の津久見島との間には定期航路はないものの、夏季の海水浴場及びキャンプ場利用者や釣り客のための瀬渡し船がこの港から出ている。
2015年度の発着数は4,920隻（13,001,151総トン）、利用客数は170,054人（乗船88,843人、下船81,211人）である。

## 定期航路
- 宇和島運輸フェリー

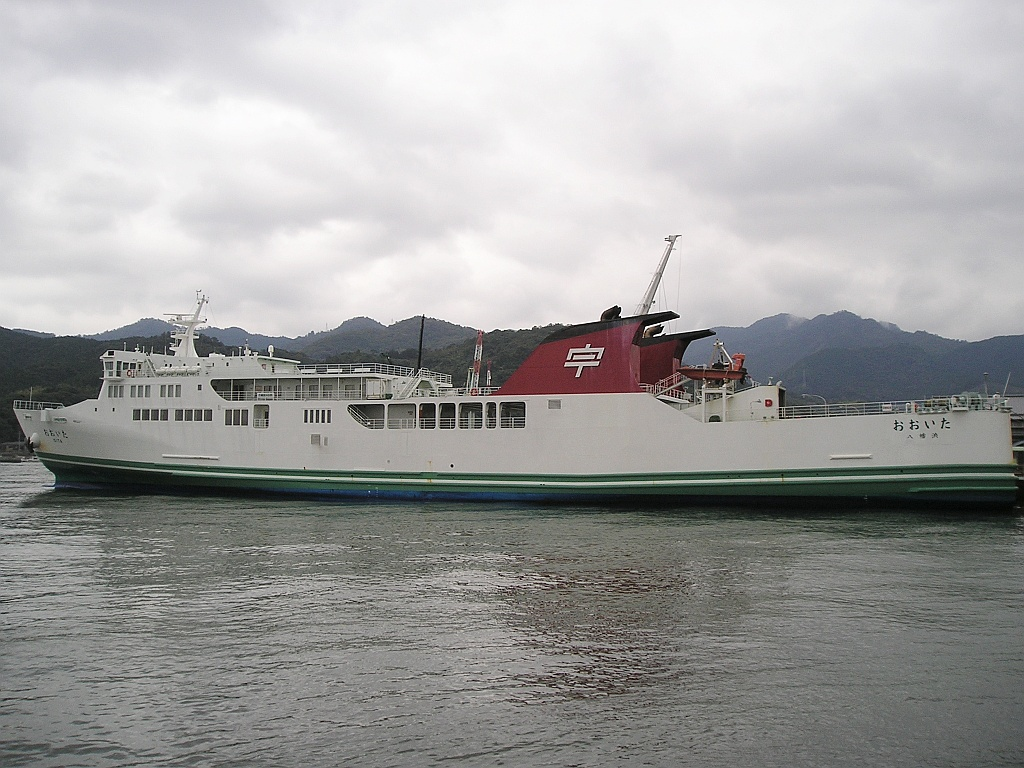
臼杵港内の宇和島運輸フェリー「おおいた」

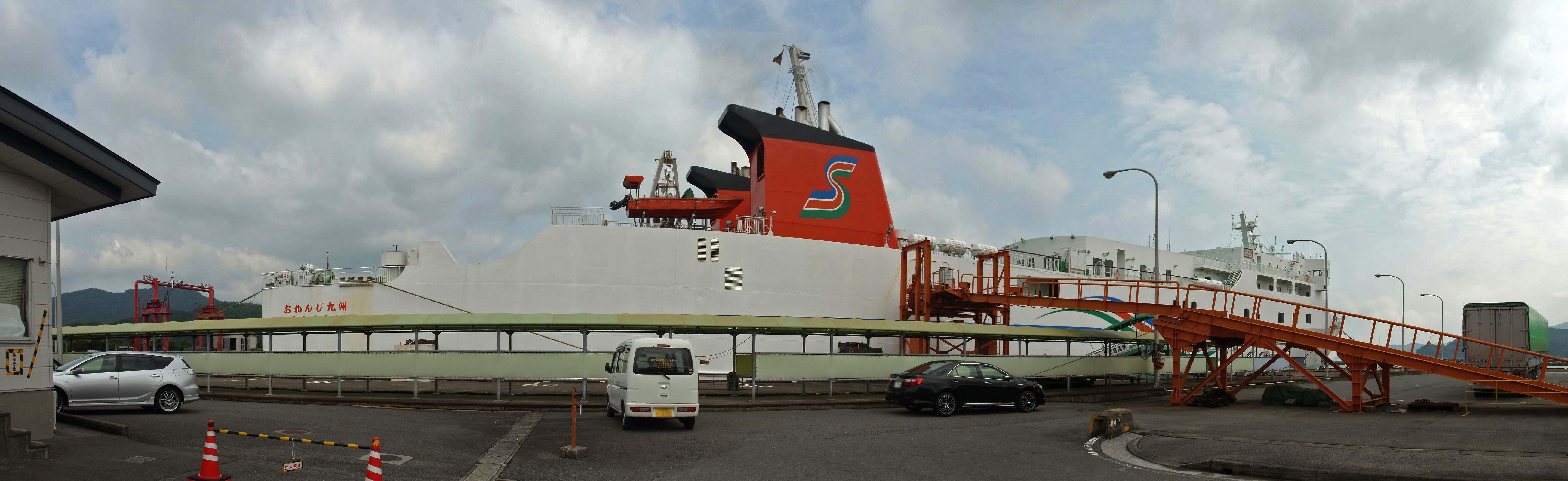
臼杵港に停泊する九四オレンジフェリー「おれんじ九州」

  - - 八幡浜港（愛媛県八幡浜市） （1日7往復、所要時間約2時間20-25分）
- 九四オレンジフェリー
  - - 八幡浜港（愛媛県八幡浜市） （1日7往復、所要時間約2時間20-25分）

## 港湾施設
- -5.5m岸壁（3バース）
- -4.5m岸壁（6バース）
- －4.0m物揚場（L=50m）
- －3.0m物揚場（L=60m）
- －2.3m物揚場（L=120m）
- －2.0m物揚場（L=817m）
- 野積場（43,549.84m2）
- 荷さばき地（884.16m2）

## アクセス
- JR九州日豊本線臼杵駅より徒歩約10分[5]、
バスで約4分（大分バス、臼津交通、大野竹田バス）
- 東九州自動車道臼杵ICより車で約8分[5]